# Live by the Sword
 (mars 2025).
Si vous disposez d'ouvrages ou d'articles de référence ou si vous connaissez des sites web de qualité traitant du thème abordé ici, merci de compléter l'article en donnant les références utiles à sa vérifiabilité et en les liant à la section « Notes et références ».
Pistes de Hackney Diamonds
Mess It Up Driving Me Too Hard
Live by the Sword est une chanson des Rolling Stones parue sur l'album Hackney Diamonds le 20 octobre 2023. Co-produite par Andrew Watt et Don Was, c'est la dernière chanson du groupe à comporter Bill Wyman à la basse (qui avait quitté le groupe trente ans plus tôt) et Charlie Watts à la batterie. La chanson est un hommage à ce dernier, décédé en 2021.

## Enregistrement
La chanson est enregistrée en deux temps. La première partie est enregistrée lors des sessions de 2019 produites par Don Was, fidèle collaborateur depuis 1993. La chanson n'est pas terminée, mais la piste de base est mise en boite, avec  Charlie Watts à la batterie. Mais ce dernier ne verra pas la fin de l'enregistrement car il décèdera en août 2021 à l'âge de 80 ans.
La seconde partie de l’enregistrement se déroule lors des sessions de l'album en janvier 2023 aux studios Henson à Los Angeles. Le groupe effectue quelques changements : la batterie est désormais assurée par l'accompagnateur Steve Jordan, et la production est assurée par le jeune Andrew Watt. Lors des sessions, le groupe fait appel à divers musiciens célèbres, dont Elton John (qui avait collaboré récemment avec Watt) et Bill Wyman. Ce dernier est l'ancien bassiste des Rolling Stones jusqu'à sa retraite en 1993 et revient exceptionnellement enregistrer la chanson pour rendre hommage à son ancien compère.

## Crédits
The Rolling Stones
- Mick Jagger : chant, chœurs, guitare, percussions
- Keith Richards : guitare, guitare basse, chœurs
- Charlie Watts († décédé en 2021) : batterie
- Ron Wood : guitare, guitare basse, chœurs

Musiciens additionnels
- Bill Wyman (ancien membre) : basse
- Elton John : piano

Autres crédits
- Don Was : production additionnelle sur Live by the Sword
- Andrew Watt : production
- Ingénieurs du son : Paul LaMalfa, Krish Sharma, Marco Sonzini, Lars Kox
- Assistants son : Joe Dougherty, John Costello, Joe Brice, Barnabas Poffley, Keisey Porter, Tommy Turner, Rich Evatt
- Assistants studio : Pierre de Beauport, Marc Van Gool, Brendan Morawski
- Mixage : Serban Ghenea, Bryce Bordone
- Mastering : Matt Cotton